# Grundstensläggning

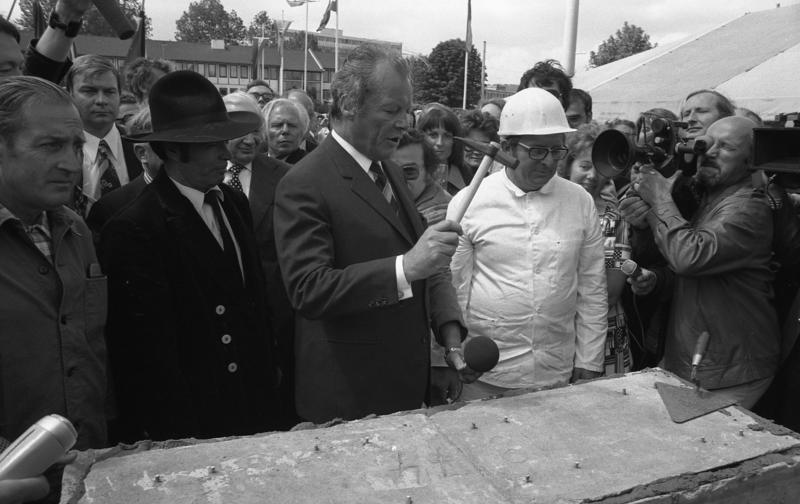
Västtysklands dåvarande kansler Willy Brandt vid en grundstensläggning i Bonn 1974

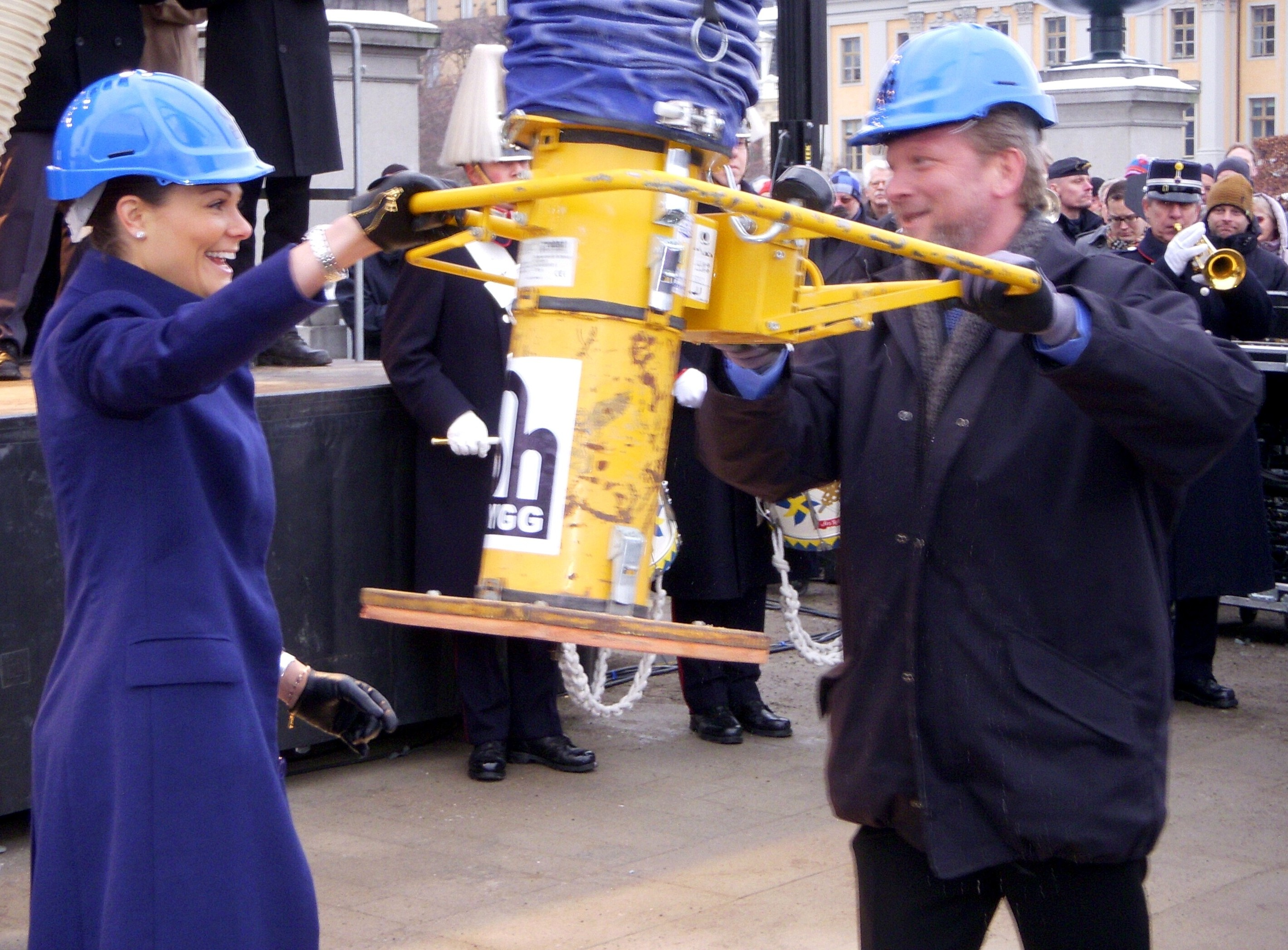
Kronprinsessan Victoria lyfter ner den sista stenen i Norrbros gångbana 23 januari 2010.

Grundstensläggning med en så kallad grundsten är en ceremoniell festakt som äger rum i samband med byggstarten av ett större, oftast offentligt byggnadsverk. 
Vid grundstensläggningen används gärna en speciell utformad sten som en prominent person, till exempel en regeringschef eller byggherren murar in i byggnadens fundament. Tillsammans med grundstenen läggs även tidstypiska föremål (exempelvis mynt eller tidningar) i form av en tidskapsel in i fundamentet. Grundstenar bär ibland inskriptioner som blir då synliga i byggnadens sockel. En del grundstenar byggs helt in och blir aldrig mera synliga. Vid grundstensläggningen ger grundstensläggaren efter inmurningen några symboliska hammarslag på stenen. 
I samband med grundstensläggningen genom Gustav III för Stora Haga slott i Hagaparken den 19 augusti 1786  blev det musik och dikt av Carl Michael Bellman. Hedvig Elisabet Charlotta av Holstein-Gottorp, som var närvarande vid akten skrev i sin dagbok:
| ” | Under tiden nedlägger denne [Gustav III] den första stenen, uti hvilket enligt bruket inlades åtskilliga sorters mynt; på densamma var äfven ingraverad en latinsk inskription tillkännagivande, att det var till åminnelse af att kungen på denna dag återskänkt sitt folk friheten, som han lagt grundstenen till detta sitt nya slott, en blifvand hemvist för friheten, nöjet och glädjen. | „ |

En variant av grundstensläggningen är läggningen av sista stenen när ett byggnadsverk är fulländat. Så skedde exempelvis efter renoveringen av Norrbro i Stockholm. Den 23 januari 2010 återinvigdes bron av kronprinsessan Victoria tillsammans med Sten Nordin, Madeleine Sjöstedt och Ulla Hamilton. Kronprinsessan iklädd blå bygghjälm placerade symboliskt den sista stenen i trottoaren och anknöt därmed till brons långa historia, eftersom Gustav III lade grundstenen år 1787.
Granitplattan som kronprinsessan lyfte ner i Norrbros trottoar bär inskriptionen:
| ” | Den 23 januari 2010 lade H K H Kronprinsessan Victoria den sista stenen vid Norrbros renovering 2007-2009 | „ |